# Titularbistum Hermonthis
Hermonthis (ital.: Ermontis) ist ein Titularbistum der römisch-katholischen Kirche.
Es geht zurück auf ein früheres Bistum der antiken Stadt Hermonthis in der römischen Provinz Aegyptus bzw. in der Spätantike Thebais in Oberägypten, das der Kirchenprovinz Ptolemais angehörte.
| Titularbischöfe von Hermonthis |                               |                                                          |                 |                    |
| Nr.                            | Name                          | Amt                                                      | von             | bis                |
| 1                              | Heinrich Horst MAfr           | Apostolischer Vikar von Lwangwa (Sambia)                 | 21. Mai 1938    | 17. September 1946 |
| 2                              | Nicolas Verhoeven MSC         | Apostolischer Vikar von Manado (Indonesien)              | 13. März 1947   | 3. Januar 1961     |
| 3                              | Augustine Eugene Hornyak OSBM | Weihbischof im Apostolischen Exarchat für Großbritannien | 14. August 1961 | 16. November 2003  |